# ポピュラー (エリック・サーデの曲)
「ポピュラー」（Popular）は、スウェーデンの歌手エリック・サーデの4作目のシングル。

## 概要
ユーロビジョン・ソング・コンテスト2011で3位を獲得し、ヨーロッパ全土でヒットを記録した。また、リミックスバージョンも後にiTunes等で公開された。

## 収録曲
1. ポピュラー - "Popular"

## リミックス
1. ポピュラー (サウンドファクトリー・リミックス) "Popular (Sound Factory Remix)"

## チャート
| チャート (2011)                        | 最高順位 |
| -------------------------------------- | -------- |
| オーストリア (Ö3 Austria Top 40)       | 29       |
| ベルギー (Ultratip Flanders)           | 4        |
| ベルギー (Ultratip Wallonia)           | 23       |
| デンマーク (Tracklisten)               | 38       |
| フィンランド (Suomen virallinen lista) | 17       |
| ドイツ (GfK Entertainment charts)      | 48       |
| アイルランド (IRMA)                    | 27       |
| スウェーデン (Sverigetopplistan)       | 1        |
| UK シングルス (OCC)                    | 76       |